# Женска рукометна репрезентација Црне Горе
Женска рукометна репрезентација Црне Горе представља Црну Гору на међународним рукометним такмичењима, под окриљем је Рукометног савеза Црне Горе.
Репрезентација је формирана 2006 године, након распада Србије и Црне Горе и исте године је примљена у ЕХФ и ИХФ. Први меч одиграла је у новембру 2006, у Хебу, у Чешкој републици, против Бугарске у квалификацијама за Свјетско првенство 2007 у Француској и побиједила 32:28.
Први пласман на неко такмичење остварен је 2010, када је изборен пласман на Европско првенство 2010, након пет побједа и једног ремија у квалификацијама. Црна Гора је испала у другој рунди, заузевши треће мјесто у групној фази; поражени су од Француске у утакмици за пето мјесто, те су тако заузели шесто мјесто на свом првом наступу на првенству. Највећи успјеси остварени су под вођством селектора Драгана Аџића. На Олимпијским играма 2012. освојена је сребрна медаља, у финалу је Црна Гора поражена од Норвешке; након чега су златне лавице освојиле злато на Европском првенству 2012, у Србији, побједом у финалу над Норвешком 34:31 након два продужетка.
Након Олимпијских игара у Лондону, Бојана Поповић се опростила од репрезентације, након чега је услиједио резултатски пад; освојено је четврто мјесто на Европском првенству 2014, а затим су поражене од Норвешке у четвртфиналу Свјетског првенства 2015. Негативни резултати кулминирали су на Олимпијским играма 2016, у Рио де Женеиру, када су наступ завршили у групној фази са свих пет пораза.
На Свјетском првенству 2017, Црна Гора је поражена у четвртфиналу од Француске 25:22 и завршила на седмом мјесту, што је најбољи резултат лавица на Свјетским првенствима.

## Резултати на такмичењима

### Олимпијске игре
Прваци    Другопласирани    Трећепласирани    Четвртопласирани  
| Резултати на Олимпијским играма | Резултати на Олимпијским играма | Резултати на Олимпијским играма | Резултати на Олимпијским играма | Резултати на Олимпијским играма | Резултати на Олимпијским играма | Резултати на Олимпијским играма | Резултати на Олимпијским играма | Резултати на Олимпијским играма | Резултати у квалификацијама за Олимпијске игре | Резултати у квалификацијама за Олимпијске игре | Резултати у квалификацијама за Олимпијске игре | Резултати у квалификацијама за Олимпијске игре | Резултати у квалификацијама за Олимпијске игре | Резултати у квалификацијама за Олимпијске игре |
| Година                          | Рунда                           | Позиција                        | И                               | П                               | Н*                              | ПР                              | ДГ                              | ПГ                              | И                                              | П                                              | Н*                                             | И                                              | ДГ                                             | ПГ                                             |
| ------------------------------- | ------------------------------- | ------------------------------- | ------------------------------- | ------------------------------- | ------------------------------- | ------------------------------- | ------------------------------- | ------------------------------- | ---------------------------------------------- | ---------------------------------------------- | ---------------------------------------------- | ---------------------------------------------- | ---------------------------------------------- | ---------------------------------------------- |
| 2008.                           | Није се квалификовала           | Није се квалификовала           | Није се квалификовала           | Није се квалификовала           | Није се квалификовала           | Није се квалификовала           | Није се квалификовала           | Није се квалификовала           | —                                              | —                                              | —                                              | —                                              | —                                              | —                                              |
| 2012.                           | Финале                          | 2.                              | 8                               | 4                               | 1                               | 3                               | 210                             | 197                             | 3                                              | 3                                              | 0                                              | 0                                              | 86                                             | 67                                             |
| 2016.                           | Групна фаза                     | 11.                             | 5                               | 0                               | 0                               | 5                               | 107                             | 134                             | 3                                              | 2                                              | 1                                              | 0                                              | 83                                             | 64                                             |
| Укупно                          | Финале                          | 2/11                            | 13                              | 4                               | 1                               | 8                               | 317                             | 334                             | 6                                              | 5                                              | 1                                              | 0                                              | 169                                            | 131                                            |

### Свјетско првенство
Прваци    Другопласирани    Трећепласирани    Четвртопласирани  
| Свјетско првенство | Свјетско првенство    | Свјетско првенство    | Свјетско првенство    | Свјетско првенство    | Свјетско првенство    | Свјетско првенство    | Свјетско првенство    | Свјетско првенство    | Свјетско првенство    | Резултати у квалификацијама за Свјетско првенство | Резултати у квалификацијама за Свјетско првенство | Резултати у квалификацијама за Свјетско првенство | Резултати у квалификацијама за Свјетско првенство | Резултати у квалификацијама за Свјетско првенство | Резултати у квалификацијама за Свјетско првенство |
| Година             | Рунда                 | Позиција              | И                     | П                     | Н*                    | ПР                    | ДГ                    | ПГ                    | ГР                    | И                                                 | П                                                 | Н*                                                | И                                                 | ДГ                                                | ПГ                                                |
| ------------------ | --------------------- | --------------------- | --------------------- | --------------------- | --------------------- | --------------------- | --------------------- | --------------------- | --------------------- | ------------------------------------------------- | ------------------------------------------------- | ------------------------------------------------- | ------------------------------------------------- | ------------------------------------------------- | ------------------------------------------------- |
| 2007.              | Није се квалификовала | Није се квалификовала | Није се квалификовала | Није се квалификовала | Није се квалификовала | Није се квалификовала | Није се квалификовала | Није се квалификовала | Није се квалификовала | 5                                                 | 4                                                 | 0                                                 | 1                                                 | 151                                               | 131                                               |
| 2009.              | Није се квалификовала | Није се квалификовала | Није се квалификовала | Није се квалификовала | Није се квалификовала | Није се квалификовала | Није се квалификовала | Није се квалификовала | Није се квалификовала |                                                   | 5                                                 | 1                                                 | 1                                                 | 227                                               | 160                                               |
| 2011.              | Осмина финала         | 10. место             | 6                     | 3                     | 0                     | 3                     | 162                   | 138                   | +24                   | 2                                                 | 2                                                 | 0                                                 | 0                                                 | 75                                                | 52                                                |
| 2013.              | Осмина финала         | 11. место             | 6                     | 4                     | 0                     | 2                     | 156                   | 114                   | +42                   | Није учествовала                                  | Није учествовала                                  | Није учествовала                                  | Није учествовала                                  | Није учествовала                                  | Није учествовала                                  |
| 2015.              | Четвртфинале          | 8. место              | 9                     | 5                     | 1                     | 3                     | 255                   | 229                   | +26                   | 2                                                 | 1                                                 | 1                                                 | 0                                                 | 47                                                | 38                                                |
| 2017.              | Четвртфинале          | 7. место              | 7                     | 3                     | 1                     | 3                     | 188                   | 181                   | +7                    | 2                                                 | 1                                                 | 0                                                 | 1                                                 | 56                                                | 51                                                |
| 2019.              | Друга групна фаза     | 5. место              | 9                     | 7                     | 0                     | 2                     | 249                   | 233                   | +16                   | 2                                                 | 1                                                 | 0                                                 | 1                                                 |                                                   |                                                   |
| 2021.              | Друга групна фаза     | 22. место             | 6                     | 1                     | 0                     | 5                     | 145                   | 163                   | -18                   | 2                                                 | 2                                                 | 0                                                 | 0                                                 |                                                   |                                                   |
| / 2023.            | Четвртфинале          | 7. место              | 9                     | 5                     | 0                     | 4                     | 246                   | 212                   | +34                   | Није играла                                       | Није играла                                       | Није играла                                       | Није играла                                       | Није играла                                       | Није играла                                       |
| Укупно             | Четвртфинале          | 7 учешћа              | 52                    | 28                    | 2                     | 22                    | 1401                  | 1270                  | +131                  | 12                                                | 16                                                | 2                                                 | 4                                                 | 556                                               | 432                                               |

### Европско првенство
Прваци    Другопласирани    Трећепласирани    Четвртопласирани  
| Европско првенство                             | Европско првенство    | Европско првенство    | Европско првенство    | Европско првенство    | Европско првенство    | Европско првенство    | Европско првенство    | Европско првенство    | Европско првенство    | Резултати у квалификацијама за Европско првенство | Резултати у квалификацијама за Европско првенство | Резултати у квалификацијама за Европско првенство | Резултати у квалификацијама за Европско првенство | Резултати у квалификацијама за Европско првенство | Резултати у квалификацијама за Европско првенство |
| Година                                         | Рунда                 | Позиција              | И                     | П                     | Н*                    | ПР                    | ДГ                    | ПГ                    | ГР                    | И                                                 | П                                                 | Н*                                                | И                                                 | ДГ                                                | ПГ                                                |
| ---------------------------------------------- | --------------------- | --------------------- | --------------------- | --------------------- | --------------------- | --------------------- | --------------------- | --------------------- | --------------------- | ------------------------------------------------- | ------------------------------------------------- | ------------------------------------------------- | ------------------------------------------------- | ------------------------------------------------- | ------------------------------------------------- |
| 2008.                                          | Није се квалификовала | Није се квалификовала | Није се квалификовала | Није се квалификовала | Није се квалификовала | Није се квалификовала | Није се квалификовала | Није се квалификовала | Није се квалификовала | 6                                                 | 4                                                 | 0                                                 | 2                                                 | 191                                               | 173                                               |
| / 2010.                                        | Четвртфинале          | 6                     | 7                     | 4                     | 0                     | 3                     | 170                   | 169                   | +1                    | 6                                                 | 5                                                 | 1                                                 | 0                                                 | 196                                               | 160                                               |
| 2012.                                          | Финале                | 1                     | 8                     | 7                     | 0                     | 1                     | 215                   | 196                   | +19                   | 6                                                 | 5                                                 | 0                                                 | 1                                                 | 180                                               | 136                                               |
| / 2014.                                        | Полуфинале            | 4                     | 8                     | 5                     | 0                     | 3                     | 199                   | 187                   | +12                   | 6                                                 | 5                                                 | 1                                                 | 0                                                 | 150                                               | 134                                               |
| 2016.                                          | Групна фаза           | 13                    | 3                     | 1                     | 0                     | 2                     | 63                    | 70                    | -7                    | 6                                                 | 5                                                 | 0                                                 | 1                                                 | 147                                               | 129                                               |
| Француска 2018.                                | Други круг            | 9. место              | 6                     | 3                     | 0                     | 3                     | 160                   | 160                   | 0                     | 6                                                 | 6                                                 | 0                                                 | 0                                                 |                                                   |                                                   |
| / Данска/Норвешка 2020.                        | Други круг            | 8. место              | 6                     | 2                     | 1                     | 3                     | 148                   | 152                   | -4                    | Отказане квалификације                            | Отказане квалификације                            | Отказане квалификације                            | Отказане квалификације                            | Отказане квалификације                            | Отказане квалификације                            |
| / Словенија/Црна Гора/Северна Македонија 2022. | Полуфинале            | 3. место              | 8                     | 5                     | 0                     | 3                     | 214                   | 226                   | -12                   | Ќвалификовала се као домаћин                      | Ќвалификовала се као домаћин                      | Ќвалификовала се као домаћин                      | Ќвалификовала се као домаћин                      | Ќвалификовала се као домаћин                      | Ќвалификовала се као домаћин                      |
| Укупно                                         | Прваци                | 7/15                  | 46                    | 27                    | 1                     | 18                    | 1169                  | 1160                  | +9                    | 36                                                | 30                                                | 2                                                 | 4                                                 | 864                                               | 732                                               |

## Тренутни састав
Састав на ОИ 2020.
| Бр. | Поз. | Име и презиме      | Датум рођења (године) | Висина | Наступи | Голови | Клуб                |
| --- | ---- | ------------------ | --------------------- | ------ | ------- | ------ | ------------------- |
| 1   | GK   | Марина Рајчић      | 24. август 1993.      | 1,78 м | 125     | 3      | Кастамону           |
| 4   | RW   | Јованка Радичевић  | 23. октобар 1986.     | 1,69 м | 175     | 981    | Кастамону           |
| 9   | LB   | Ђурђина Јауковић   | 24. фебруар 1997.     | 1,85 м | 80      | 278    | Брест               |
| 10  | CB   | Матеа Плетикосић   | 24. април 1998.       | 1,69 м | 16      | 6      | РК Крим             |
| 12  | GK   | Анастасија Бабовић | 13. децембар 2000.    | 1,78 м | 13      | 1      | Будућност Подгорица |
| 13  | LW   | Дијана Мугоша      | 22. октобар 1995.     | 1,67 м | 30      | 21     | РК Подравка         |
| 15  | RB   | Андреа Кликовац    | 5. мај 1991.          | 1,75 м | 93      | 60     | Букурешт            |
| 16  | GK   | Љубица Ненезић     | 15. јануар 1997.      | 1,79 м | 43      | 0      | Глорија Бузау       |
| 34  | P    | Татјана Брновић    | 9. новембар 1998.     | 1,84 м | 40      | 84     | Будућност Подгорица |
| 55  | LW   | Ивона Павићевић    | 21. април 1996.       | 1,67 м | 46      | 23     | Будућност Подгорица |
| 66  | P    | Ема Рамусовић      | 28. новембар 1996.    | 1,86 м | 74      | 84     | Букурешт            |
| 77  | LW   | Мајда Мехмедовић   | 25. мај 1990.         | 1,69 м | 134     | 364    | Кастамону           |
| 80  | LB   | Јелена Деспотовић  | 30. април 1994.       | 1,83 м | 94      | 120    | Ђери                |
| 96  | CB   | Итана Грбић        | 1. септембар 1996.    | 1,69 м | 65      | 88     | Будућност Подгорица |
| 97  | P    | Николина Вукчевић  | 28. јул 2000.         | 1,79 м | 19      | 6      | Будућност Подгорица |